# 李繼陟
李繼陟（?—?），五代十国岐王李茂贞的养子。
916年（后梁贞明二年、唐天祐十三年），庆州（今甘肃省庆阳市）再次背叛后梁归属岐国，岐国将领李继陟率兵占据庆州。后梁末帝朱友贞下诏任命左龙虎统军贺瓌为西面行营马步都指挥使，让他率兵讨伐庆州，打败李繼陟率領的岐兵，并攻下宁州（今甘肃省宁县）、衍州（今甘肃宁县南六十里政平乡）二州。